# Flughafen Portland (Maine)

i7
i11
i13
Der Flughafen Portland (Maine) (englisch Portland International Jetport, IATA-Code: PWM, ICAO-Code: KPWM) ist ein internationaler Verkehrsflughafen nahe Portland (Maine) im Nordosten der Vereinigten Staaten.

## Lage und Verkehrsanbindung
Der Portland International Jetport liegt vier Kilometer südöstlich des Stadtzentrums von Portland. Die Maine State Route 9 verläuft westlich des Flughafens, die Maine State Route 22 nordwestlich des Flughafens. Daneben gibt es westlich des Flughafens eine Anschlussstelle an der Interstate 95 und südlich des Flughafens eine Anschlussstelle an der Interstate 295.
Der Portland International Jetport wird durch Busse in den öffentlichen Personennahverkehr eingebunden, die Route 7 der Greater Portland METRO verbindet ihn regelmäßig mit dem Stadtzentrum von Portland.

## Geschichte
Der Flughafen wurde ursprünglich als Stroudwater Airport eröffnet. Der Flughafen befand sich in Eigentum der privaten Portland Airport Company. Die Stadt Portland kaufte den Flughafen im Jahr 1934 und änderte den Namen in Portland Municipal Airport. Im Jahr 1939 wurde das erste Passagierterminal eröffnet. Es wurde dreimal erweitert, die letzte Erweiterung erfolgte 1949. Zurzeit wird das Gebäude als General Aviation Terminal genutzt. 
1957 wurde die Start- und Landebahn 11/29 in Betrieb genommen, neun Jahre später wurde sie erstmals erweitert. 1968 wurde das heutige Passagierterminal eröffnet. 1969 erhielt der Flughafen den Namen Portland International Jetport, zudem wurde die Start- und Landebahn 18/36 eröffnet. 1975 erfolgte die Inbetriebnahme eines neuen Kontrollturms. 1980 und 1995 wurde das Passagierterminal erweitert. 2004 wurde die Start- und Landebahn 11/29 auf die heutige Länge erweitert.

## Flughafenanlagen
Das Portland International Jetport erstreckt sich über 311 Hektar.

### Start- und Landebahnen
Der Portland International Jetport verfügt über zwei Start- und Landebahnen. Die Start- und Landebahn 11/29 ist 2195 Meter lang und 46 Meter breit. Sie ist mit einem Instrumentenlandesystem der Kategorie III ausgestattet. Die Querwindbahn 18/36 ist 1859 Meter lang und 46 Meter breit. Der Belag besteht bei beiden Start- und Landebahnen aus Asphalt.

### Passagierterminal

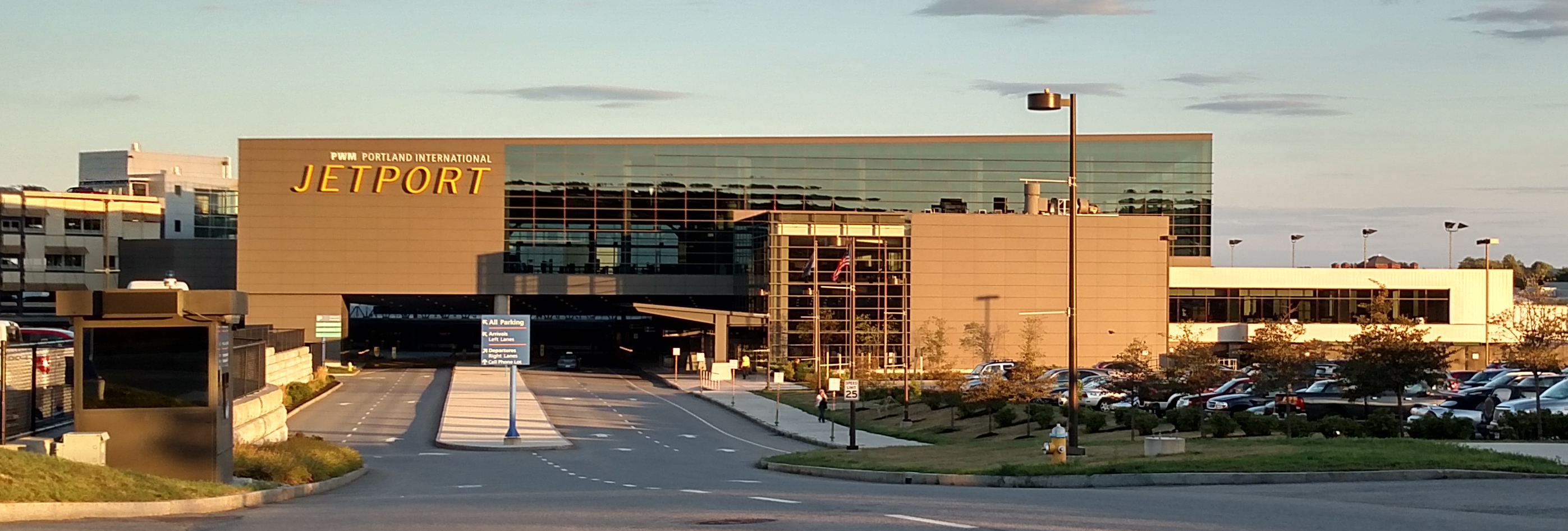
Außenansicht des Passagierterminals

Der Portland International Jetport verfügt über ein Passagierterminal mit einer Fläche von 27.346 Quadratmetern. Es ist mit 14 Flugsteigen und zehn Fluggastbrücken ausgestattet.

## Fluggesellschaften und Ziele

Non-Stop Ziele vom Portland International Jetport

Am Portland International Jetport bieten neun Fluggesellschaften Linienflüge an. 2018 hatte American Airlines einschließlich American Eagle dabei mit 28,39 Prozent den höchsten Marktanteil bei den Passagieren, gefolgt von Delta Air Lines einschließlich Delta Connection mit 25,30 Prozent, United Airlines einschließlich United Express mit 20,10 Prozent, Southwest Airlines mit 14,25 Prozent, Jetblue Airways mit 8,29 Prozent, Frontier Airlines mit 2,98 Prozent und Elite Airways mit 0,62 Prozent. Die restlichen 0,07 Prozent entfielen auf Charterflüge.
Vom Portland International Jetport gibt es Direktflüge zu 24 Zielen, die jedoch zum Teil nur saisonal angeboten werden. Entgegen der Bezeichnung als internationaler Flughafen werden ausschließlich Ziele in den Vereinigten Staaten bedient, darunter vor allem Drehkreuze der einzelnen Fluggesellschaften. Zeitweise wurden auch Ziele in Kanada angeflogen.

## Verkehrszahlen
| Jahr | Fluggastaufkommen | Luftfracht (Tonnen) (mit Luftpost) | Flugbewegungen (mit Militär) |
| ---- | ----------------- | ---------------------------------- | ---------------------------- |
| 2019 | 2.180.154         |                                    |                              |
| 2018 | 2.134.430         | 8.822                              | 56.926                       |
| 2017 | 1.862.213         | 8.182                              | 51.805                       |
| 2016 | 1.785.649         | 9.150                              | 50.993                       |
| 2015 | 1.728.746         | 11.711                             | 48.898                       |
| 2014 | 1.667.734         | 10.918                             | 46.633                       |
| 2013 | 1.675.978         | 11.122                             | 51.568                       |
| 2012 | 1.671.826         | 10.163                             | 54.566                       |
| 2011 | 1.674.814         | 9.984                              | 57.143                       |
| 2010 | 1.707.426         | 10.285                             | 60.257                       |
| 2009 | 1.736.941         | 11.920                             | 62.160                       |
| 2008 | 1.762.925         | 16.010                             | 73.776                       |
| 2007 | 1.650.581         | 18.261                             | 72.985                       |
| 2006 | 1.410.484         | 15.828                             | 77.422                       |
| 2005 | 1.455.925         | 15.440                             | 80.257                       |
| 2004 | 1.365.078         | 15.251                             | 90.241                       |
| 2003 | 1.248.972         | 16.026                             | 88.143                       |
| 2002 | 1.248.362         | 14.550                             | 102.630                      |
| 2001 | 1.252.597         | 14.437                             | 112.043                      |
| 2000 | 1.342.557         | 16.275                             | 106.252                      |
| 1999 | 1.357.053         | 14.070                             | 125.016                      |
| 1998 | 1.312.296         | 14.138                             | 129.078                      |
| 1997 | 1.223.883         | 12.672                             | 128.897                      |
| 1996 | 1.137.353         | 8.314                              | 115.881                      |
| 1995 | 1.120.371         | 7.901                              | 119.659                      |
| 1994 | 1.149.794         | -                                  | 112.894                      |
| 1993 | 1.192.734         | -                                  | 125.363                      |
| 1992 | 1.214.317         | -                                  | 122.034                      |
| 1991 | 1.118.480         | -                                  | 110.943                      |
| 1990 | 1.132.771         | -                                  | 111.577                      |

### Verkehrsreichste Strecken
| Rang | Stadt                                 | Passagiere | Fluggesellschaft |
| ---- | ------------------------------------- | ---------- | ---------------- |
| 01   | Baltimore, Maryland                   | 149.560    | Southwest        |
| 02   | Philadelphia, Pennsylvania            | 108.800    | American         |
| 03   | Charlotte, North Carolina             | 96.660     | American         |
| 04   | Washington–National, Washington, D.C. | 92.660     | American         |
| 05   | Atlanta, Georgia                      | 91.750     | Delta            |
| 06   | New York–LaGuardia, New York          | 89.730     | American, Delta  |
| 07   | Chicago–O’Hare, Illinois              | 84.690     | American, United |
| 08   | Newark, New Jersey                    | 82.500     | United           |
| 09   | New York–JFK, New York                | 76.040     | Delta, JetBlue   |
| 10   | Detroit, Michigan                     | 67.260     | Delta            |

## Zwischenfälle
- Am 11. August 1949 verunglückte eine Convair CV-240 der Northeast Airlines (Luftfahrzeugkennzeichen NC91241) bei der Landung auf dem Flughafen Portland. Alle 28 Insassen überlebten. Das Flugzeug wurde als Totalverlust abgeschrieben. Ursache war die unbeabsichtigte Aktivierung des Umkehrschubs noch vor dem Aufsetzen aufgrund einer defekten Verriegelung.[12][13]

## Sonstiges
Am 1. Juli 2005 landete in Portland erstmals ein Flugzeug nach einem Transatlantikflug, es handelte sich um eine Boeing 757 der amerikanischen Primaris Airlines.